# Бутан (Болгарія)
Бута́н (болг. Бутан) — село у Врачанській області Болгарії. Входить до складу общини Козлодуй.

## Населення
За даними перепису населення 2011 року у селі проживали 2918 осіб.
Національний склад населення села:
| Національність   | Кількість осіб | Відсоток |
| ---------------- | -------------- | -------- |
| болгари          | 1864           | 74,9%    |
| цигани           | 600            | 24,1%    |
| не визначились   | 18             | 0,7%     |
| Всього відповіли | 2487           |          |

Розподіл населення за віком у 2011 році:
Динаміка населення: